# 静岡市立服織西小学校
静岡市立服織西小学校（しずおかしりつ はとりにししょうがっこう）は、静岡県静岡市葵区新間にある公立小学校。

## 沿革
- 1874年（明治7年）5月 - 新間村第80番小学校設立[1]。
- 1889年（明治22年）4月1日 - 町村制の施行により、安倍郡服織村に編入。
- 1955年（昭和30年）6月1日 - 服織村の静岡市への編入により、「静岡市立服織西小学校」と改称。

## 通学区域
葵区
- 新間
- 谷津

## アクセス
- しずてつジャストライン藁科線 「服織西小学校前」停留所から、徒歩1分